# Taxis en Nueva York

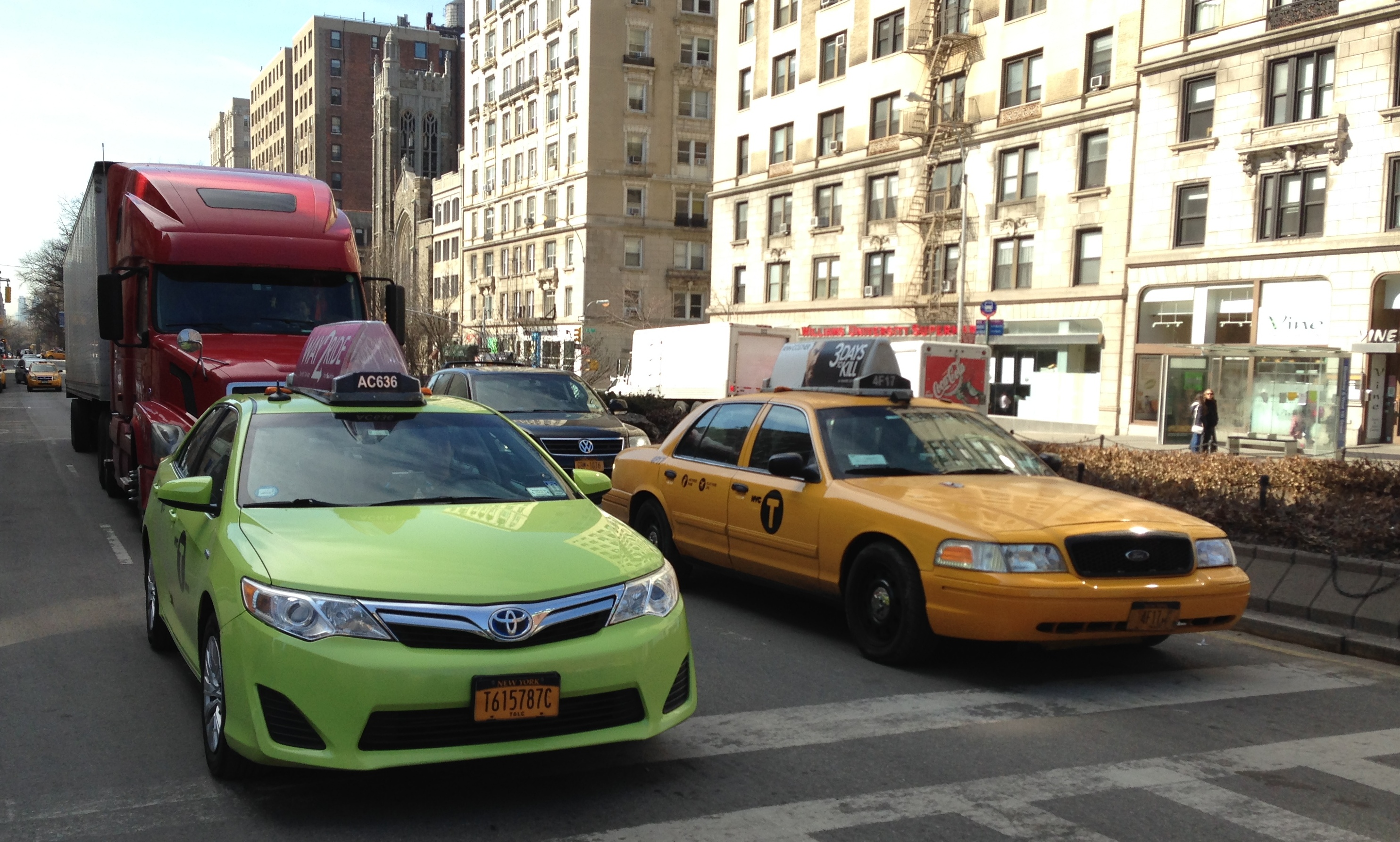
Taxis Boro (izquierda) y Yellow Medallion

En Nueva York, los taxis son de dos variedades: amarillo y verde. Son símbolos de la ciudad ampliamente reconocibles. Los taxis amarillos (medallion taxis) pueden transportar pasajeros en cualquier lado de los cinco boroughs. Aquellos pintados de verde, comúnmente conocidos como "boro taxis"), que empezaron a aparecer en agosto del 2013, sólo pueden recoger pasajeros en Upper Manhattan, el Bronx, Brooklyn, Queens (excepto en el Aeropuerto LaGuardia y el Aeropuerto Internacional John F. Kennedy), y Staten Island. Ambos tipos tienen la misma estructura tarifaria. Los taxis con operados por compañías privadas y licenciadas por la Comisión de Taxis y Limosinas de la Ciudad de Nueva York (TLC por sus siglas en inglés). Esta comisión también supervisa más de 40,000 vehículos de alquiler incluyendo "black cars", furgonetas de pasajeros y ambulancias.
Los vehículos de taxi deben tener una medalla de taxi para operar y manejan un promedio de 290 kilómetros por turno. Al 2014, había 51,398 individuos licenciados para manejar taxis. Hubo 13,605 licencias para taxis en existencia. Hacia julio del 2016, ese número se había reducido ligeramente hasta 13,587 medallas, 18 menos que el total del 2014. La clientela de taxis ha experimentado un declive desde el 2011 debido a la competencia por parte de las compañías de red de transporte.
El sistema de medallas fue creado en 1937 como una limitación impuesta por el gobierno en la oferta de taxis, requiriendo que una medalla sea comprada para tener el derecho a operar un taxi. Luego, Nueva York ya no vendió más medallas hasta 1996, cuando subastó poco más de 2,000 nuevas medallas. La falta de medallas resultó en tal escasez que para el 2014 se vendían a más de un millón de dólares cada una con cerca de 14,000 medallas en existencia. Desde entonces, el aumento de vehículos de transporte compartido, que sumaban 63,000 en el 2015 y 100,000 en agosto del 2018, ha reducido drásticamente el precio de mercado de las medallas.
Hacia septiembre de 2012, había alrededor de 7,990 vehículos de taxi híbridos, representando casi el 59% de los taxis en servicio (el mayor porcentaje de cualquier ciudad en Norteamérica). El Nissan NV200 ganó el concurso de la ciudad para ser el "Taxi del mañana" para reemplazar la mayoría de la flota de taxis de la ciudad, con su introducción programada para octubre del 2012. Sin embargo, esta decisión enfrentó varias demandas judiciales y críticas, comparando el NV200 con otros modelos que son más efectivos con relación a su costo y con una mayor aceptación. Hacia marzo del 2014, fueron emitidos 6,000 permisos del tipo Street Hail Livery (SHL por sus siglas en inglés), 20% de los cuales deben ser usados en vehículos accesibles a sillas de ruedas. Por aquel entonces ya había 4,478 vehículos con licencia Street Hail Livery en uso.

## Industria

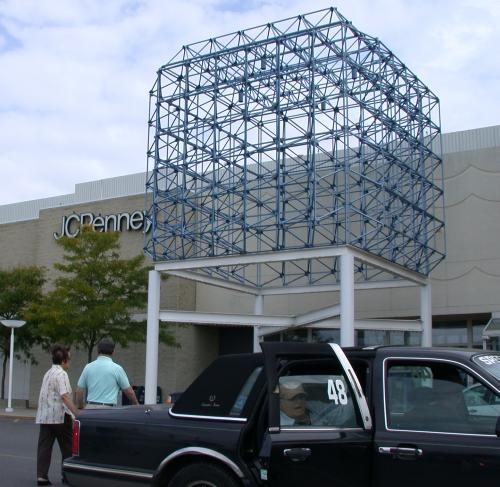
Un remis en Richmond Avenue en Staten Island

Todos los tipos de taxis son licenciados por la Comisión de Taxis y Limosinas de la Ciudad de Nueva York (TLC por sus siglas en inglés), que supervisa los vehículos de alquiler, taxis y furgonetas de pasajeros. Los icónicos taxis vienen en dos colores. Los taxis color verde manzana, que son llamados vehículos street hail livery o "boro taxis," operan sólo fuera del distrito comercial de Manhattan, exceptuando los aeropuertos JFK y LaGuardia. Este tipo de taxis empezó a funcionar en agosto del 2013, con 18,000 licencias que se añadieron en tres tandas de 6,000 cada una. El primer grupo de 6,000 licencias fue añadido en el 2014.: 1–2  Los taxis amarillos pueden recoger pasajeros en cualquier lugar de la ciudad, y suman en total unas 13,437 licencias al 2014.: 1 
La TLC supervisa más de 100,000 vehículos de renta, incluyendo los llamados "black cars"; "livery cars"; furgonetas de pasajeros; limusinas de lujo y vehículos de transporte de discapacitados. Los Black cars no pueden ser abordados en las calles, en cambio deben ser despachados por una central. Estos negocios antiguamente utilizaban carros de lujo como un Lincoln Town Car debido a su clientela casi-exclusiva, y los conductores usualmente reciben propinas del 10% del costo en efectivo. Había alrededor de 500 centrales de black cars, sumando una flota total de 25,000 vehículos al 2014.: 2  Los coches de librea (en inglés: livery car) son similares a los black cars, pero son usados por una mayor cantidad de personas. Había 80 centrales de estos y cerca de 10,000 vehículos en el 2014.: 2  Las furgonetas de pasajeros llevan más personas, usualmente entre 9 y 20 pasajeros por viaje. Las licencias de estos últimos son de 50 entidades que poseen en conjunto unos 500 vehículos al 2014.: 2  Los proveedores de limusinas de lujo y las compañías de tránsito para discapacitados sumaban unas 200 cada una al 2014 y conjuntamente manejan 7000 limusinas de lujo y  2000 "paravehículos".: 2  En el 2015, hubo 14 000 vehículos de renta asociados con una o más de las cuatro compañías de red de transporte de la época: Juno, Lyft, Uber, y Via. Para el 2018, más de 80,000 de esos vehículos eran manejados.
El promedio de ingreso por hora para un taxista con medalla en el 2015 era de $30.41, sin incluir propinas, según el 2016 TLC Factbook. Los taxis verdes hacían $20.63, también sin incluir propinas. Las primeras horas de la noche son, usualmente, más lucrativas. Los taxis con medalla en conjunto hacen entre 300,000 y 400,000 viajes cada día, mientras que los taxis verdes, que empezaron a funcionar en el 2013, hacen casi 50,000 viajes diarios en promedio. Aunque que la TLC no regula turnos específicos, se sabe que un turno de mañana usualmente inicia a las 5:30 a. m., y el turno de noche empieza a las 5:15 p. m.. Los viajes aumentan en las noches de viernes para los taxis con medalla y las noches de sábado para los taxis verdes.
Había casi 143,674 taxis y vehículos de renta licenciados en Nueva York en el 2015, de acuerdo con el 2016 Factbook.: 1  Estos incluyen los 13,587 taxis con medalla; los 7,676 boro taxis; 38,791 black cars; 21,932 livery cars; 288 furgonetas de pasajeros; y 2,206 "paravehículos".: 1 (PDF p. 2)  Los pasajeros en Nueva York pueden llamar taxis son sus teléfonos celulares mediante aplicaciones. Cada tipo de vehículo licenciado tiene sus propias reglas para el uso de sus aplicaciones, y la TLC ha adoptado nuevas reglas que codifican esos estándares. Cualquier compañía que desee operar dentro de la ciudad, ya sea a través de una aplicación o teléfono, necesita una licencia de la TLC para operar. Ellos también deben trabajar sólo choferes y vehículos licenciados.: 11 (PDF p. 8) 
Los choferes licenciados declararon provenir de un total de 167 países diferentes y, de todos los choferes en el 2000, 84% eran inmigrantes, más que el 64% reportado en 1990 y el 28% reportado en 1980. Ese año, casi el 18% de los choferes señalaron que su lugar de nacimiento fue Bangladés, el país de donde la mayoría de choferes declaró haber nacido. Los choferes que proveen servicios por aplicación se identifican mayormente como nacidos en South Asia y el Caribe/West Indies. Adicionalmente, 97% de los choferes de taxi de Nueva York declararon ser hombres mientras que sólo el 2.5% al 3% declararon ser mujeres. Esto se mantuvo hasta el 2015 cuando la mayor parte de choferes licenciados, cerca del 14%, declararon provenir de Bangladés, seguidos por un 12% de la República Dominicana; 9% tanto de los Estados Unidos como de Pakistán; y 6% de India. Al 2015, casi la mitad de los choferes de vehículos de renta eran de República Dominicana y cerca de un cuarto de los choferes con medalla eran de Bangladés.: 9 (PDF p. 7)  Adicionalmente, la gran mayoría de choferes siguen siendo hombres, con choferes mujeres siendo el 1% de los taxistas con medalla y el 4% de los conductores por aplicativo. El chofer promedio es de mediana edad, en los conductores por aplicativo su edad promedio es de 39 años y en los demás es de 46-47 años.: 9 (PDF p. 7) 
La TLC tiene una Lista de Honor de Conductor Seguro que reconoce a los choferes en Nueva York. Para figurar en la lista un conductor no debe tener choques con heridos o muertos ni violaciones de tráfico y ni de las reglas de seguridad establecidas por la TLC en cinco años o más.

### Llamar un taxi

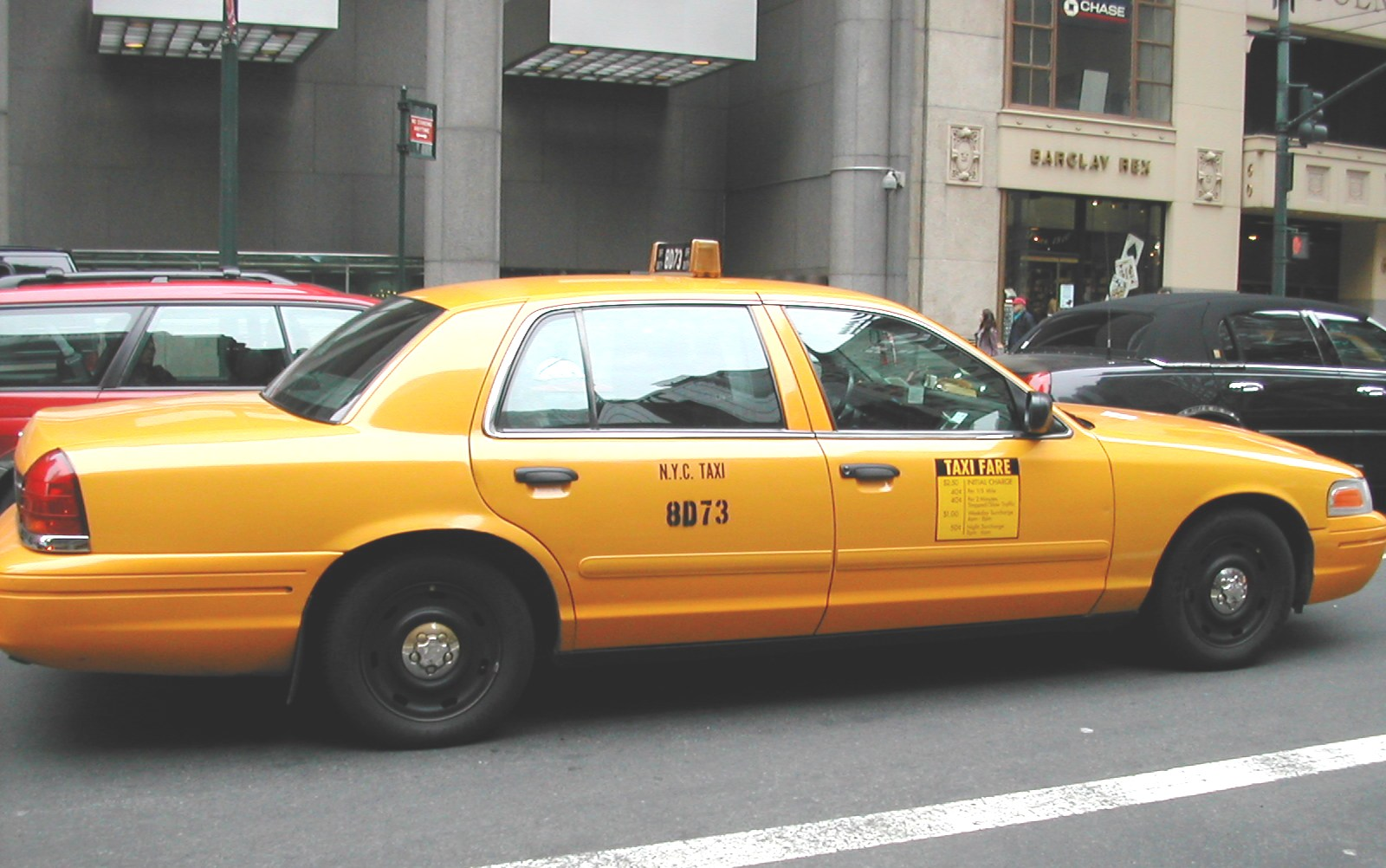
Taxi de medalla de Nueva York. El número de la medalla está en el costado del vehículo.

Los taxis de medalla (amarillos) se concentran en el borough de Manhattan, pero pueden ser llamados en cualquier lugar de la ciudad. Se les llama con una mano levantada o esperándolos en las paradas de taxi establecidas. Los Boro taxis de color verde manzana pueden ser llamados sólo en los otros boroughs (con excepción de los aeropuertos) y en las partes norte de Manhattan, específicamente más allá de la calle 97 en el lado este y de la calle 110 en el lado oeste.
Antes del 2011, la disponibilidad de un taxi era indicada por las luces en la parte superior del carro. Cuando no había luces encendidas, el taxi podía ser ocupado por pasajeros. Cuando sólo estaba encendida la luz central que mostraba el número de la medalla, el taxi estaba vacío y disponible. Cuando las inscripciones OFF y DUTY a cada lado del número de la medalla estaban encendidas y el número apagado, el taxi no estaba en servicio pero el conductor podía optar por recoger pasajeros que fueran a la misma dirección que él. En el otoño del 2011, la TLC anunció un plan para reemplazar el sistema de tres luces con un simple indicador sobre si el taxis esta o no disponible. En el 2012, el TLC simplificó el sistema aún más, con una luz en el techo del taxi que indica si el taxi está o no disponible, sin importar si el conductor puede o no recoger un último pasajero en su turno.
La mayoría de taxis pueden llevar un máximo de cuatro pasajeros aunque las minivans más grandes pueden acomodar hasta cinco y un niño menor de 7 años puede sentarse en el regazo de un adulto en el asiento trasero si es que ya se completó el máximo. Se requiere a los choferes que recojan al primer pasajero, o al más cercano, que vean y no pueden rechazar ningún viaje siempre que el destino esté dentro de los cinco boroughs de la ciudad, a los condados vecinos de Westchester o Nassau o al Aeropuerto de Newark. El TLC realiza viajes no avisados para asegurar que los taxistas no incurran en discriminación racial o de otro tipo durante su servicio.
Los aplicativos de taxi diseñados para ayudar a las personas a conseguir un taxi en Nueva York son:
- En marzo del 2010, Sense Networks publicó CabSense.[29] el aplicativo utiliza datos de la TLC para predecir en qué esquinas de la ciudad se puede encontrar un taxi en determinada hora del día de la semana.
- Carmel publicó su aplicativo móvil en el 2012, permitiendo a sus usuarios pedir un taxi en Nueva York. La aplicación cumplió con todas las normas estatales y logró la aprobación de la TLC.[30]
- La app Hailo, utilizando tecnología de VeriFone permite a los usuarios llamar taxis y aceptar pagos (incluyendo propinas) utilizando sus teléfonos móviles.[31]
- La app GetTaxi o Gett permite a los usuarios llamar taxis a su ubicación y pagar automáticamente a través de la aplicación.[32]

La mayoría de llamadas electrónicas provienen del norte de Brooklyn; el Upper East y Upper West Side de Manhattan; Astoria, Queens; y la East Village, Manhattan.: 11 (PDF p. 8)  En el 2015, la TLC registró 7 000 000 (siete millones) de viajes en los 541 vehículos con acceso de sillas de ruedas, más que los 6 000 000 (seis millones) del año anterior.: 12 (PDF p. 8) 

### Tarifas
Para septiembre del 2012, las tarifas empezaban en $2.50 ($3.00 entre las 8:00 p. m. y 6:00 a. m., y $3.50 durante las horas punta en días de semana entre las 4:00–8:00 p. m.) y aumentaban basado en la distancia viajada y el tiempo utilizado en congestiones. 50 centavos por cada quinto de milla (480 metros) o 50 detenidos o viajando a menos de 19 km/h. Unos 50 centavos adicionales se añaden a todos los viajes dentro de la ciudad. Para viajes a los condados de Nassau o Westchester, la tarifa total se calcula sumando la tarifa medida desde el punto de origen hasta el límite de la ciudad y luego el doble de la tarifa medida desde el límite de la ciudad hasta el destino. Todos los viajes entre Manhattan y el Aeropuerto JFK se cargan en una tarifa plana de $52. Todos los viajes al aeropuerto de Newark se cargan la tarifa medida más $17.50. El pasajero también tiene que pagar por cada porción del viaje donde el taxi debe pasar por un peaje. The taxi debe tener una insignia E-ZPass y los pasajeros deben pagar el monto del peaje.
En 1999, 241 millones de pasajeros viajaron en taxis de Nueva York. La tarifa promedio en el 2000 era de $6; los pasajeros pagaron un total de más de mil millones en taxis ese año. Para el 2006, el número se mantuvo en cerca de 240 millones de pasajeros anuales.: 32 
De acuerdo con un estudio de abril del 2011 del Chicago Dispatcher, los taxis de Nueva York tienen una tarifa estimada baja, cargando un estimado de $14.10 por una distancia de ocho kilómetros y una espera de cinco minutos (comparados con los $18.48 en West Hollywood y los $12.87 en Houston). Los choferes no están permitidos de usar teléfonos celulares durante el transporte de pasajeros, incluso si tienen un dispositivo de manos libres, aunque esta regla es ampliamente ignorada por los taxistas.
Hacia el 2006, los taxistas ganaban un promedio de $158 luego de un turno de 12 horas,: 32  pero este monto ha ido disminuyendo debido al aumento de medallas que se han emitido desde entonces.

## Historia

### Taxis con medalla

#### Finales de los años 1890

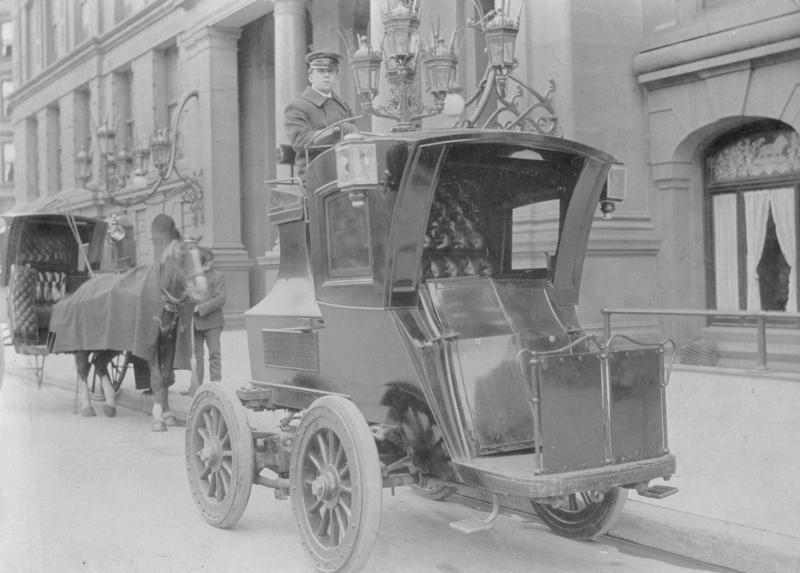
Este taxi cabriolé Columbia ca. 1904 es similar a los taxis E.V.C de los años 1890

La primera compañía de taxis en Nueva York fue la Electric Carriage and Wagon Company (E.C.W.C.), que empezó con 12 cabriolés electricos en julio de 1897. La compañía existió hasta 1898 con 62 taxis operando hasta que fue reformado por sus financistas para formar la Electric Vehicle Company. La compañía luego construyó el carro eléctrico electrobat, y tuvo cerca de 100 taxis funcionando en total en 1899.
1899 también vio un número de notables primeras veces para la Electric Vehicle Company. El 20 de mayo de 1899, Jacob German, manejando un taxi eléctrico recibió la primera papeleta por exceso de velocidad en los Estados Unidos. Luego ese mismo , el 13 de septiembre, Henry Bliss se convirtió en la primera víctima de un accidente automovilístico en los Estados Unidos cuando fue golpeado por un taxi eléctrico mientras ayudaba a un amigo de un tranvía.
Para inicios de los años 1900, la Electric Vehicle Company estaba manejando casi 1,000 taxis eléctricos en las calles de Nueva York hasta enero de 1907, un incendio destruyó 300 de estos vehículos, que, junto con el pánico de 1907 causó el colapso de la compañía.

#### Inicios delsigloXX

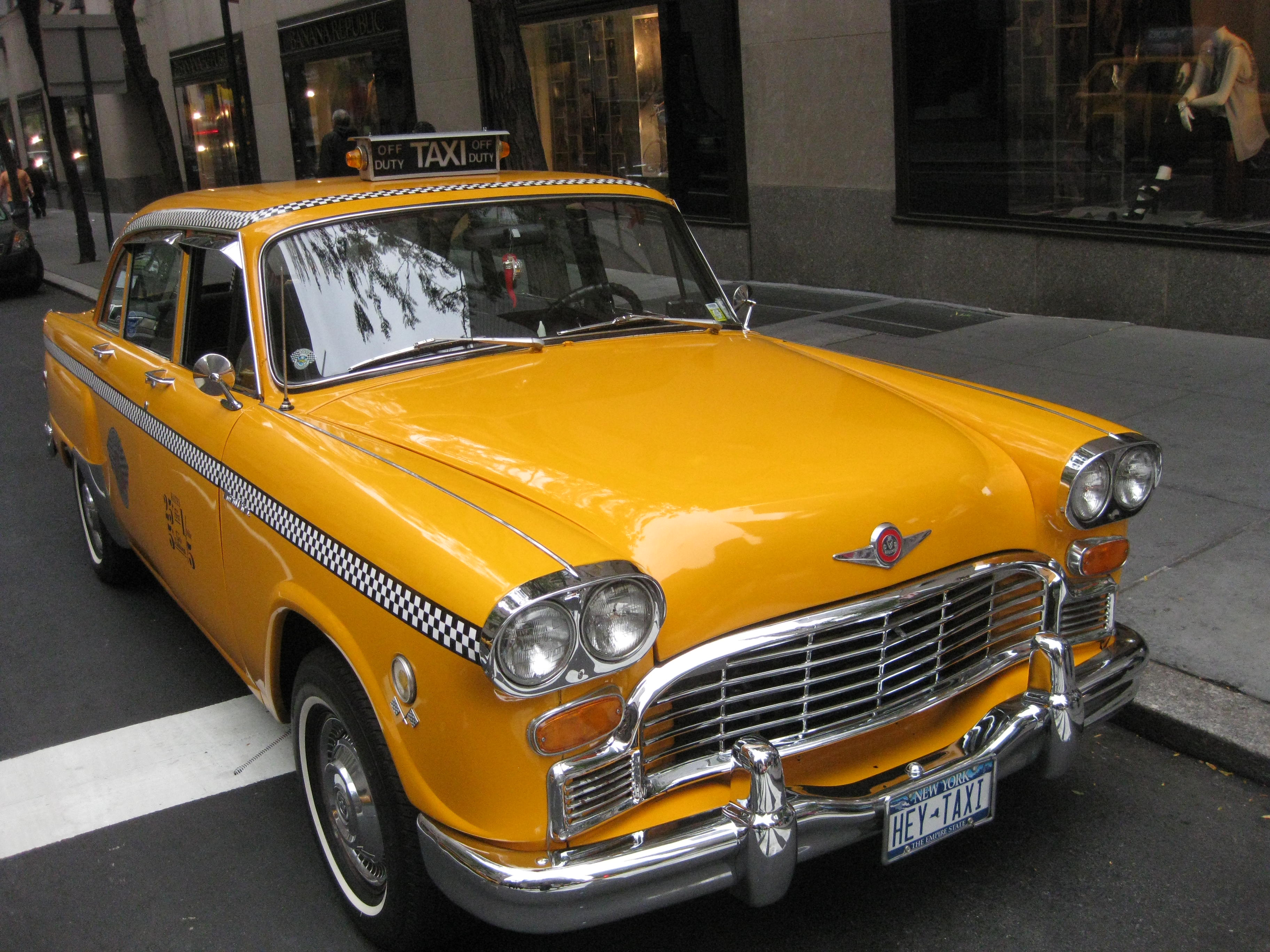
Un Checker Cab.

En 1907, luego del colapso de la Electric Vehicle Company, los taxis tirados por caballos volvieron a ser el principal medio de transporte en Nueva York. A inicios de ese año, Harry N. Allen, indignado luego de que le cobraran cinco dólares (equivalentes a 140 dólares en el 2020) por un viaje de 1.2 kilómetros decidió "iniciar un servicio (de taxis) en Nueva York y cobrar un monto por milla". Luego ese mismo año, importó 65 vehículos a gasolina de Francia e inició la New York Taxicab Company. Los taxis fueron originalmente pintados de rojo y verde, pero Allen los repinto en amarillo para que sean visibles a la distancia. Para 1908, la compañía tenía 700 taxis.
En la década siguiente, muchas más compañías abrieron y los taxis empezaron a proliferar. La tarifa era de 50 centavos por 1.6 kilómetros, equivalentes a 13 dólares en el 2020. Esta taría sólo era asequible a los adinerados.
Para los años 1920, fabricantes de automóviles como General Motors y la Ford Motor Company empezaron a operar floras. La fábrica más exitosa, sin embargo, fue la Checker Cab Manufacturing Company. Fundada por Morris Markin, Checker Cabs produjo grandes taxis amarillo y negro que se convirtieron en el taxi común de Nueva York. 

#### Años 1930
Durante la Gran Depresión, Nueva York tenía 30,000 taxistas. Con más choferes que pasajeros, los primeros trabajaban largas horas lo que llevó a aumentar la preocupación pública sobre el mantenimiento y la integridad mecánica de los vehículos. Para resolver estos temas, la ciudad consideró crear un monopolio de taxis pero el plan fue abandonado luego de que el alcalde Jimmy Walker fue acusado de aceptar un soborno de la Parmelee Company, la mayor empresa de taxis. 
En 1937, el alcalde Fiorello H. La Guardia firmó la ley Haas, que introdujo las licencias oficiales de taxi y el sistema de medallas que se mantiene hasta el día de hoy. La ley limitó el número total de licencias de taxi a 16,900 pero luego este número disminuyó a 11,787 licencias, manteniéndose igual durante las siguientes seis décadas.
En 1949, varios miles de taxistas hicieron una huelga durante un esfuerzo de organización de los United Mine Workers. La huelga duró aproximadamente 1 semana y terminó en derrota para los huelguistas.

#### Años 1960
En los años 1960, Nueva York experimentó muchos de los problemas de otras ciudades. El crimen y las tensiones raciales se incrementaron. Como resultado, una creciente industria de vehículos libreas privados emergió rápidamente, comúnmente llamados como "servicios de vehículos".[cita requerida] Taxistas no oficiales fueron prohibidos de recoger pasajeros en la calle pero rápidamente lograr hacer negocios en vecindarios con poca oferta de taxis. 
En 1967, la ciudad ordenó que todos los "taxis de medalla" sean pintados de amarillo para ayudar controlar a los conductores no oficiales y hacer que los taxis oficiales sean más reconocibles. La esposa del presidente de New Departure, Nettie Rockwell, gustó particularmente del color amarillo y luego se convirtió en el color de los taxis Rockwell. El servicio de taxis Rockwell se convirtió en el "Servicio de Taxis Amarillos" cuando la señora Rockwell seleccionó ese color para el auto.

#### Años 1970
La Comisión de Taxis y Limosinas de la Ciudad de Nueva York (TLC por sus siglas en inglés) fue creada en 1971 con jurisdicción sobre los taxis de medalla, los taxis de librea, los black cars (remis), furgonetas de pasajeros, vehículos de "paratránsito" y algunas limosinas de lujo. Su predecesor fue el New York City Hack Bureau (en español: Oficina de Taxis de la Ciudad de Nueva York), que formaba parte del Departamento de Policía de Nueva York. Los inspectores de la TLC son oficiales de paz del estado de Nueva York.

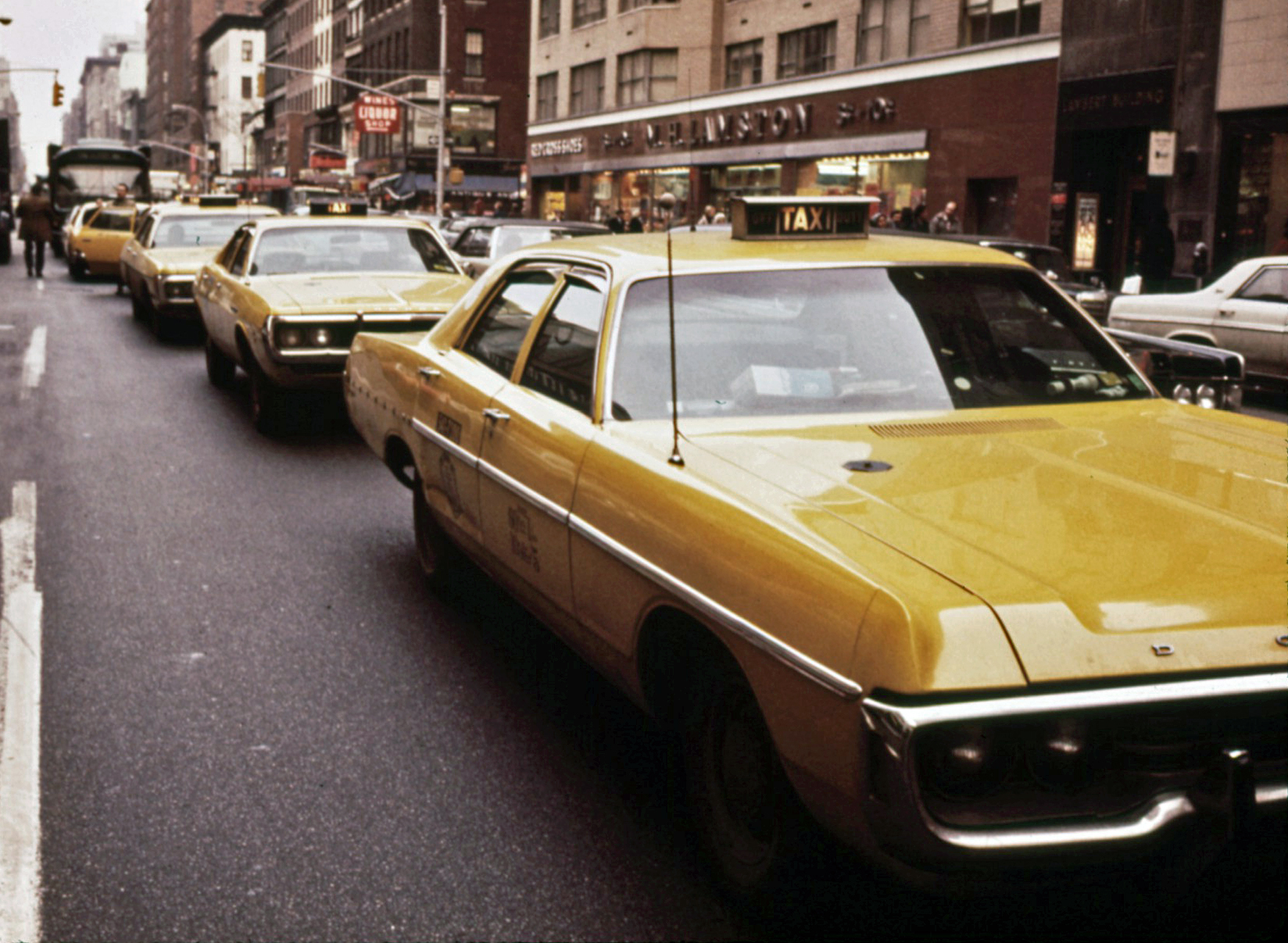
Fila de taxis en 1973

En los años 1970 y 1980, el crimen en Nueva York se había vuelto extremo. Los taxistas eran asaltados, heridos o asesinados pese al amplio uso de separaciones resistentes a balas en los taxis, introducido en 1967, siete conductores de taxi fueron asesinados y 3,000 fueron asaltados en los primeros nueve meses de 1970. La respuesta de los entes reguladores fue afirmar que ''el crimen continuo contra los taxistas" (a pesar del uso obligatorio de divisiones en el taxi) ameritaba un nuevo requerimiento de instalar "cajas fuertes". Ese requerimiento fue dejado de lado, en silencio, luego que se cayó en cuenta que en respuesta, los mismos taxis en la ciudad eran robados.
A mediados de los 1970s, había pocos taxistas y casi un quinto del total de taxis estaban en los garajes a cualquier hora del día. Los conductores sólo necesitaban dar un examen para demostrar que entendían inglés, demostrar conocimiento de 29 avenidas principales y 168 rutas a sitios populares, y ser capaz de señalar la ubicación de entre diez a quince monumentos, utilizando un directorio geográfico provisto durante el test. A pesar del hecho de que muchos potenciales aplicantes no conocían ubicaciones fuera de Manhattan, casi todo el que aplicaba, pasaba el test. Para 1975, aunque la TLC estaba emitiendo 40,000 licencias anuales, había una gran proporción de nuevos conductores: menos de un tercio de las 40,000 licencias correspondían a renovaciones, mientras que dos tercios eran entregadas a nuevos conductores.

#### Años 1980
Desde mediados de los años 1980 hasta los 1990s, la demografía cambió entre taxistas a medida que nuevas olas de inmigrantes llegaron a la ciudad. De acuerdo con el censo del 2000, de los 62,000 taxistas en Nueva York, el 82% eran nacidos en el extranjero: 23% del Caribe (principalmente la República Dominicana y Haití) y el 30% del sur de Asia (principalmente Bangladés, India, y Pakistán).
Durante los 1980s, las condiciones de trabajo para los taxistas cambiaron a medida que el crimen en la ciudad fue combatido. Adicionalmente, el costo de las licencias y medallas aumentaron y pocos taxistas eran propietarios de su propio vehículo.
En 1982, la producción del icónico Checker Taxi Cab cesó aunque muchos se mantuvieron en operación. El Chevrolet Caprice y el Ford Crown Victoria se convirtieron en las principales opciones de la industria con antiguos carros patrulleros policiales siendo incorporados a la flota de taxis.

#### Años 1990s

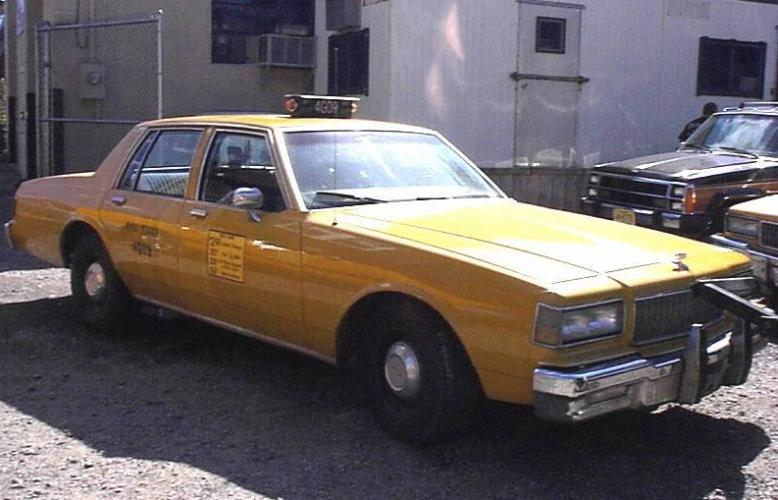
Chevrolet Caprice en servicio de taxi en Nueva York en los 1990s.

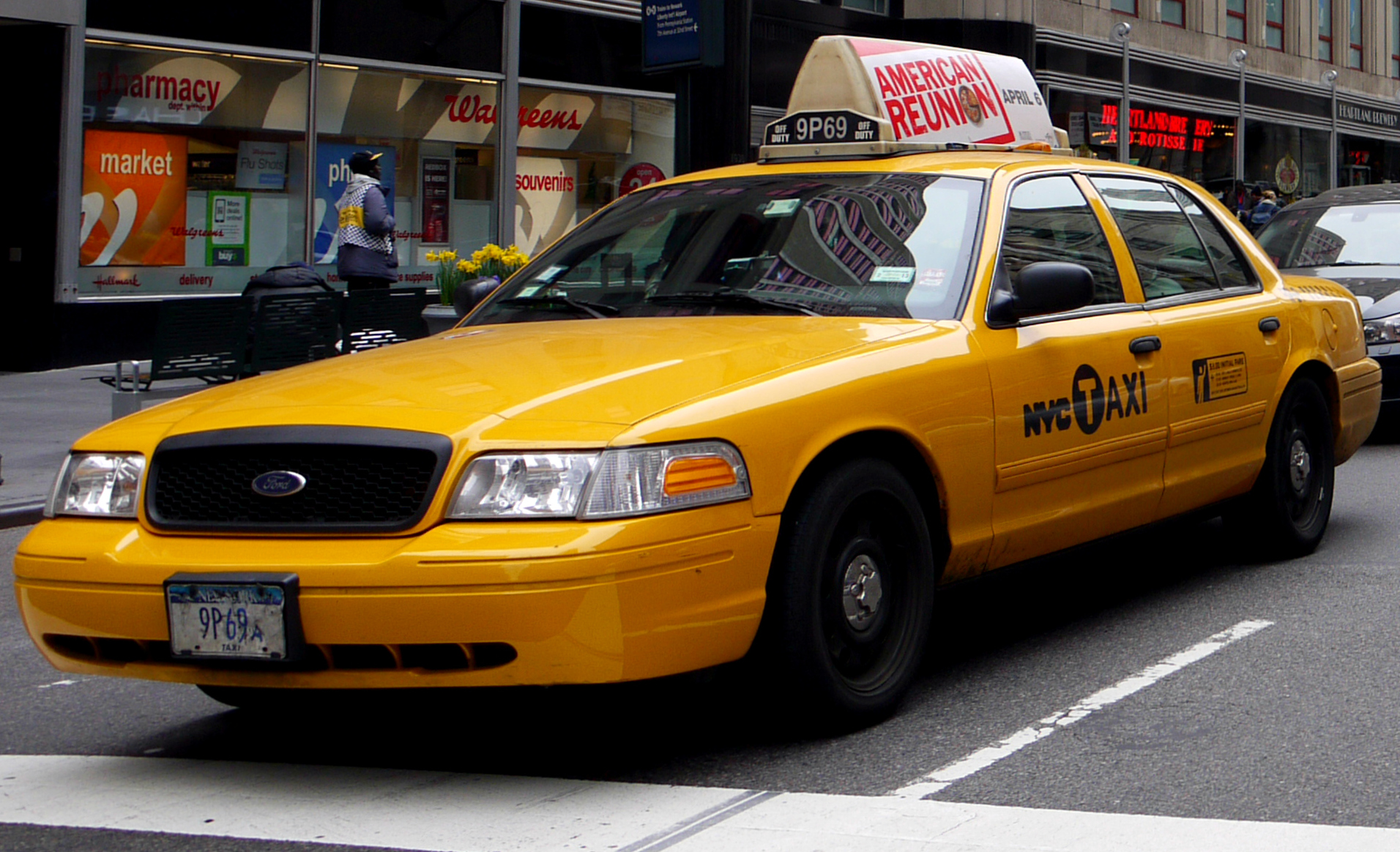
El Ford Crown Victoria se convirtió en el auto más usado como taxi amarillo en Nueva York en los 1990s

El 26 de octubre de 1993, miles de taxistas usaron sus taxis para bloquear el tráfico en protesta del número de taxistas que habían sido asesinados: 35 taxistas fueron asesinados durante ese año, y 45 el año anterior.
En 1996, Chevrolet cesó de fabricar el Caprice. El Ford Crown Victoria se convirtió en el modelo sedán más utilizado para taxis amarillos en Nueva York. Además, los operadores de taxis también utilizaron las minivans Honda Odyssey, Isuzu Oasis, Chevrolet Venture, Ford Freestar, y Toyota Sienna, que ofrecían más espacio para pasajeros. El distintivo Checker Taxi fueron, debido a su construcción duradera, siendo dejados de lado paulatinamente. El último fue retirado en julio de 1999, luego de más de 20 años en servicio y con cerca de un millón de millas en su odómetro. Las leyes desde 1996 requieren que los taxis sean reemplazados cada seis años más allá de la condición en que se encuentren. Este plazo fue ampliado a siete años en el 2015.
Ese mismo año, la TLC inició au Operación Rechazo , una operación encubierta creada para atender el alegado fenómeno del rechazo de servicio. En 1998, la TLC emitió un paquete de reformas regulatorias, inspiradas por el alcalde Rudy Giuliani, que incluían un marco estructurado de estándares obligatorios para los conductores. En 1999, el actor Danny Glover presentó una queja ante la TLC luego de que se le rechazara el servicio por parte de conductores de taxi de Nueva York. Esto resultó en una campaña muy publicitada contra los taxistas que, supuestamente, discriminaban a algunos pasajeros a veces por raza pero, más frecuentemente, por su destino.
Muchos taxistas protestaron contra las nuevas regulaciones de la administración Giuliani. En 1998, su actividad formó la base del nuevo sindicato de taxistas, la New York Taxi Workers Alliance. Bajo el liderazgo de Bhairavi Desai, el sindicato creció hasta quince mil miembros (estimado del 2011), representando casi un tercio de todos los taxistas licenciados en la ciudad. Las campañas de Giuliani también llevaron a una serie de demandas exitosas contra la ciudad y la TLC. En el 2000, un juez federal sentenció que la NYPD había violado los derechos de un taxista consignados en la primera enmienda al no permitir que pueda participar en protestas pacíficas contra las nuevas reglas. La TLC también perdió varios casos en las cortes estatales, por implementar reglas sin permitir que sean conocidas y debatidas antes. En el 2000, otro juez federal sentenció que la Operación Rechazo violaba los derechos al debido proceso de los taxistas. En el 2004, los inspectores de la TLC fueron avergonzados en público cuando esposaron y arrestaron al reportero del programa 60 Minutes, Mike Wallace, acusándolo de conducta desordenada por haber actuado agresivamente contra un inspector de la TLC en defensa de su chofer. En el 2006, la ciudad fue forzada a arreglar los demás aspectos del caso de la Operación Rechazo. Bajo el acuerdo, la TLC aceptó pagar a un grupo de 500 taxistas un total de $7 millones.
Para fortalecer el mayor uso de cinturones de seguridad por los pasajeros para prevenir accidentes y lesiones, la TLC instituyó el programa "Celebrity Talking Taxi" en 1997, utilizando mensajes de audio de celebridades para impulsar a los pasajeros a ponerse el cinturón y recoger su recibo al final del servicio. Los mensajes probaron ser bastante impopulares tanto en conductores como en pasajeros tal como la TLC conoció luego de realizar una encuesta sobre el programa en el otoño del 2002. Sobre estos resultados, la Comisión terminó oficialmente este programa en febrero de 2003.
En 1996, el número de medallas cambió por primera vez en 60 años. La TLC expidió 133 nuevas licencias, elevando el número total a 11,920. Desde 1996, más medallas se han añadido a la flota, elevando el número total de taxis a 13,237 en el 2009.

#### Años 2000 y 2010

##### Cambios a los taxis
En el 2005, Nueva York introdujo incentivos para reemplazar sus taxis amarillos con vehículos híbridos eléctricos como el Toyota Prius y Ford Escape Hybrid. En mayo del 2007, el alcalde de Nueva York Michael Bloomberg propuso un plan de cinco años para cambiar los taxis de Nueva York a vehículos híbridos más eficientes en el consumo de combustible. Sin embargo, el plan fue dejado de lado luego que las compañías de taxi se quejaran sobre el costo del mantenimiento de los nuevos vehículos que superaba con creces el mínimo monto de ahorro de combustible.[cita requerida] Los defensores de los tradicionales vehículos Lincoln Town Car y Ford Crown Victoria decían que estos estaban a la altura de su tarea, mientras que otros señalaban que los clientes que se preocupaban por el tema ambiental preferían los autos híbridos. Aun así, la proporción de los vehículos Crown Victorias en la flota de taxis fue disminuyendo con el tiempo. En el 2010, era un 60% de la flota de taxis amarillos mientras que el número de Ford Escape Hybrid y minivans Toyota Sienna fueron en aumento. El porcentaje de taxis Crown Victoria en la ciudad sería menor con la adopción del Toyota Camry Hybrid de similar tamaño desde el 2010, y del Toyota Prius V. Para el 2015, la flota de vehículos Ford Crown Victoria había sido casi enteramente reemplazada.
Originalmente, antes de octubre del 2007, los taxis amarillos de Nueva York mostraban las pegatinas con las tarifas en las puertas delanteras y las palabras "NYC Taxi" y el número de la medalla en las puertas traseras. El 30 de septiembre del 2007, todas las inscripciones en los taxis amarillas fueron rediseñadas. Los taxis eran fácilmente identificables con el número de la medalla seguido de un patrón ajedrezado en la parte trasera de ambos lados, un panel futurista con la tarifa en las puertas traseras y un logo retro con la inscripción "NYC Taxi" en las puertas delanteras con una T amarilla inscrita en un círculo negro. En agosto del 2012, la TLC archivó el diseño en favor de uno que elimina la parte "axi," dejando sólo el logo NYC y la T en un círculo. La información detallada sobre la tarifa en las puertas traseras también se reemplazó con una simple mención de que la tarifa es medida salvo que el viaje sea al Aeropuerto JFK, para el que se carga una tarifa plana.
La TLC también ordenó que para fines de enero del 2008 todos los taxis tuvieran equipados un monito de información al pasajero, una pantalla en el asiento trasero que pudiera proveer entretenimiento, un mapa GPS de la ubicación en tiempo real, y pueda ser utilizado para pagar por los viajes mediante una tarjeta de crédito. Los taxistas tendrían un monitor de información al conductor en el que aparecerían mensajes que podían informarles sobre las condiciones del tráfico y objetos perdidos. Varios taxistas se opusieron por el costo de estos dispositivos (estimados entre $3,000 y $5,000 dólares cada uno) y organizaron huelgas el 5 y 6 de septiembre y el 22 de octubre del 2007. La ciudad implementó una estructura de costos por zona durante los días y las huelgas tuvieron un mínimo impacto en la ciudad de acuerdo con las autoridades.
Para febrero del 2011, la ciudad tenía alrededor de 4,300 taxis híbridos, representando casi un tercio de los 13,237 taxis en servicio, y unos 6,000 para septiembre del 2012 que representaban el 59% de la flota, el mayor porcentaje en cualquier ciudad de Norteamérica. Para mediados del 2009, los propietarios empezaron a retirar sus flotas híbridas originales luego de que acumularon entre 482,000 y 563,000 kilómetros por vehículo. Dos intentos de la administración Bloomberg de implementar políticas para forzar el cambio de todos los 13 mil taxis de Nueva York por híbridos en el 2012 fueron bloqueados por sentencias judiciales, y el 28 de febrero del 2011, la United States Supreme Court declinó considerar una apelación interpuesta por la ciudad.

##### Taxi del Mañana
En el 2007, las autoridades de la ciudad diseñaron un proyecto para reemplazar los existentes Ford Crown Victoria —que fueron descontinuados en el 2011— y otros taxis al 2014. A mediados del 2011, la TLC iba a firmar un contrato exclusivo para vender y dar servicio a los taxis de Nueva York por 10 años. Karsan, Nissan, y Ford presentaron sus propuestas y quedaron finalistas. Todos sus diseños estaban basados en pequeñas vans en vez de sedanes. El diseño de Karsan fue el favorito entre los neoyorquinos. Sin embargo, fue rechazado por las dudas sobre si la compañía podría "ejecutar el proyecto". Al final, el alcalde Michael Bloomberg anunció que el ganador fue el diseño Nissan y que reemplazaría a los 13 mil taxis amarillos en fases de cinco años que empezarían el 2013.

Finalistas del
Karsan V-1RechazadoKarsan V-1[76] Rechazado
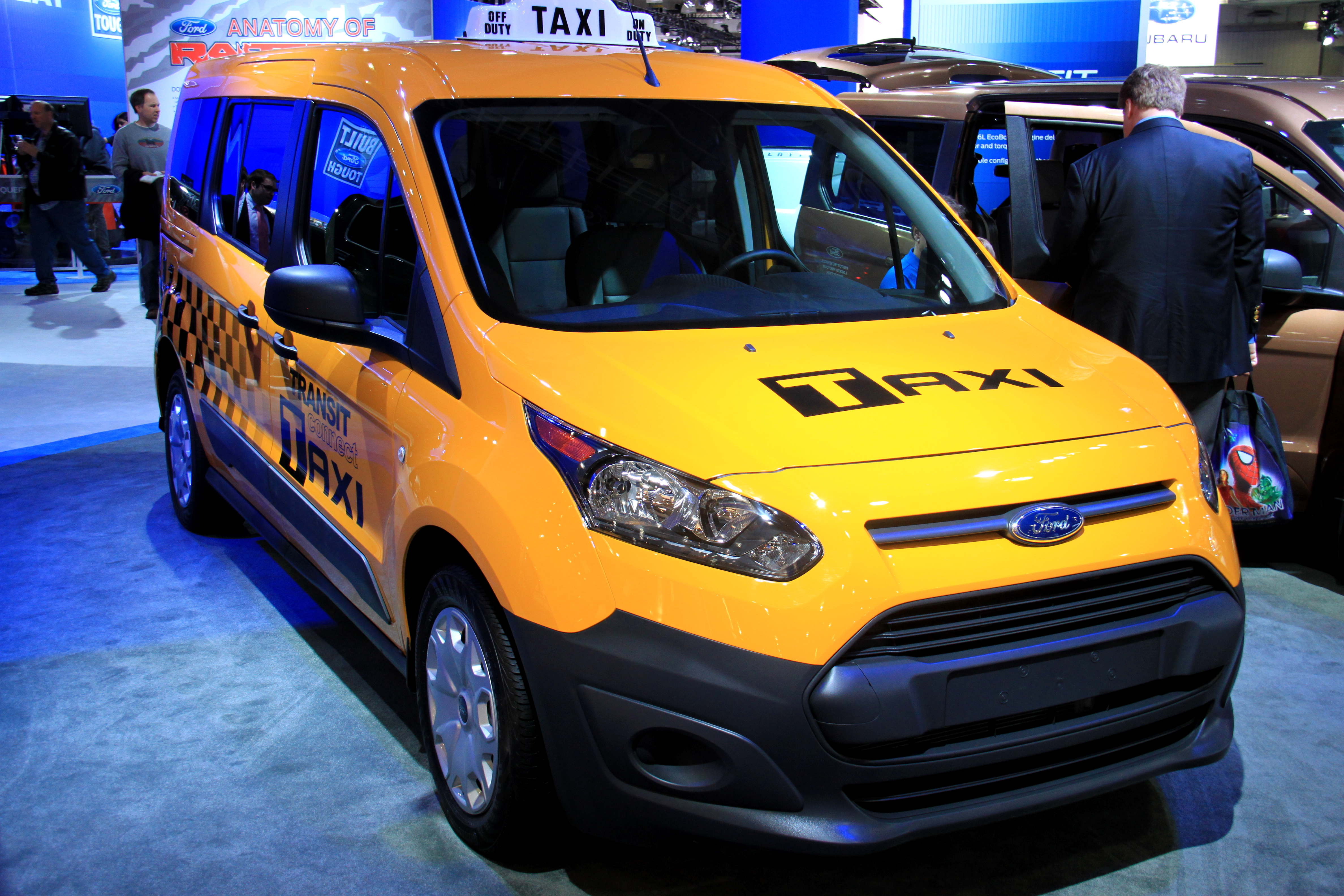
Ford Transit Connect Rechazado
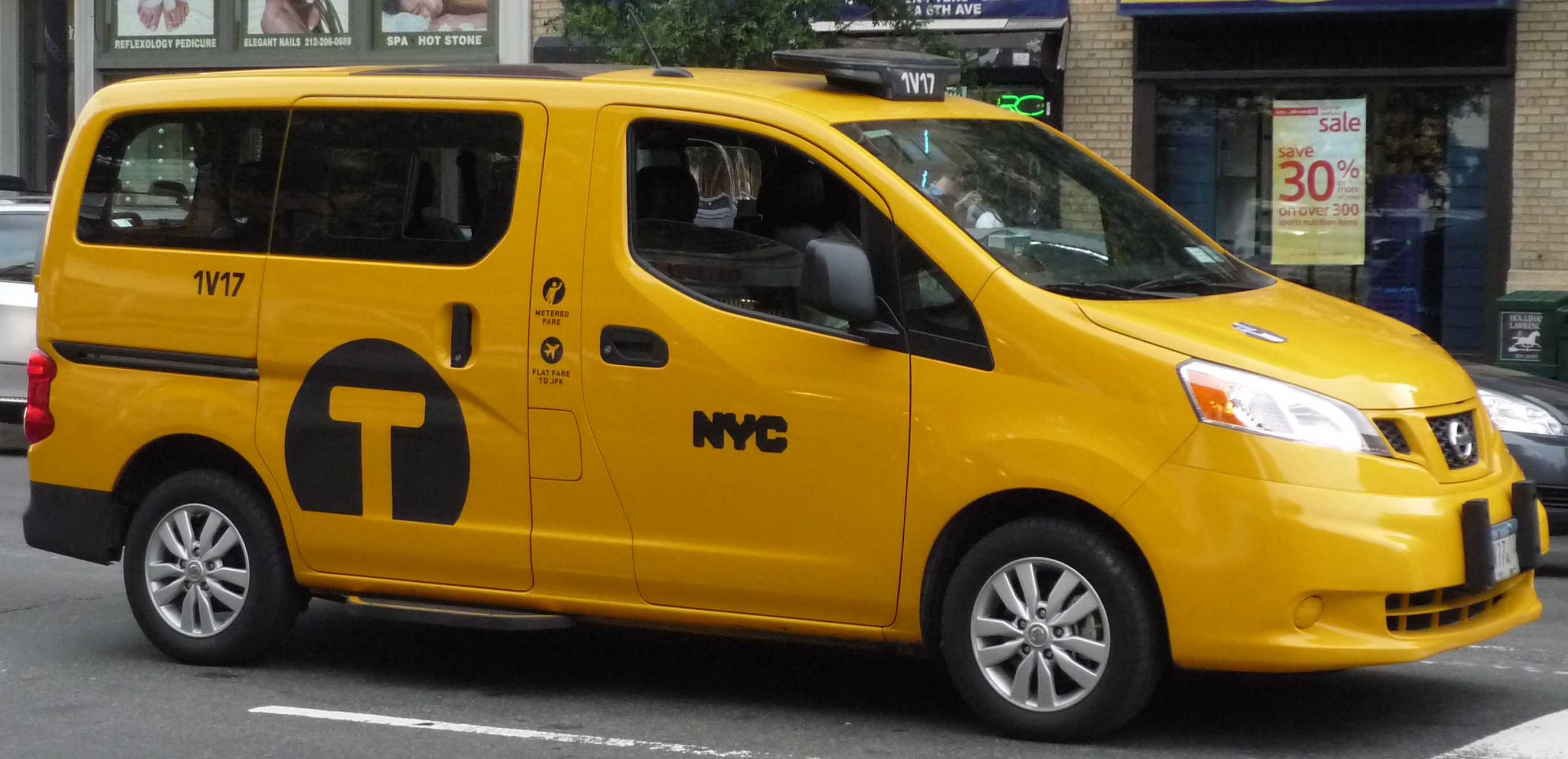
Nissan NV200 Ganador

En agosto del 2013, la fabricación empezó en Cuernavaca, México, donde el NV200 también es ensamblado. El diseño incluía espacio para cuatro pasajeros, un techo transparente, aire acondicionado controlado independientemente, techos de carbón activado para neutralizar olores del interior, tela de los asientos antimicrobiotico y fácil de limpiar, luces de lectura, luces de pisos, una estación de carga de celulares con un enchufe de 12 voltios y dos puertos USB, un claxon con luces exteriores, un intercomunicador y luces exteriores que muestran cuando la puerta está abierta.
En el 2011, la ciudad fue demandada por la United Spinal Association por elegir un "taxi del mañana" inaccesible. El Departamento de Justicia expidió una "Declaraciión de Interés", que fue enviado a la corte federal de Nueva York señalando que, si la ciudad no estableció un mandato de que los taxis sean accesibles a sillas de ruedas dentro del programa de "Taxi del Mañana", habría sido una violación de la ley de estadounidenses con discapacidades. En el 3 y 5 de noviembre del 2011, en la exposición pública organizada por la TLC, la campaña "Taxis For All" organizaó una protesta frente a la prensa en los exteriores del Flatiron Building en la equina de Broadway y la Quinta Avenida . La iniciativa del alcalde Bloomberg de enmendar la ley, de tal manera que las libreas pudieran recoger pasajeros en la calle al igual que taxis amarillas requirió la aprobación del Gobernador pero el gobernador Andrew Cuomo se opuso a la elección de la ciudad de taxis no accesibles a sillas de ruedas. Entonces se anunció un compromiso en diciembre del 2011: las siguientes 4 mil medallas debían ser entregadas a taxis accesibles y el gobernador ratificaría la iniciativa del alcalde para permitir que las libreas pudieran competir con los taxis. 
Una versión totalmente eléctrica del Nissan NV200 estaría disponible en el 2017. Sin embargo, para probar el concepto, Nissan patrocinó un programa piloto con seis automóviles eléctricos Nissan Leaf y sus estaciones de carga, instaladas para estudiar el uso de automóviles eléctricos de cero emisiones como taxis. Los Leafs fueron inicialmente programados para ser puestos en servicio en el 2012, un año antes que los Nissan NV200. El programa piloto fue lanzado en abril del 2013 y para junio del 2013, sólo cuatro Leafs proveían servicio de taxi en la ciudad. Para diciembre del 2014, el número de taxis NV200 se mantenía menor.
La implementación del "Taxi del Mañana" resultaría en que casi todos los taxis de la flota existente, de los que casi 6000 son vehículos  híbridos eléctricos, sean reemplazados en 3 años con el no híbrido Nissan NV200. Sólo 1000 taxis serían exceptuados por varias razones como los 273 taxis cuyas medallas requieren que sean vehículos con alto kilometraje. Sin embargo, a inicios del 2013, la Greater New York Taxi Association demandó a la ciudad señalando que el plan "Taxi del Mañana" viola una sección del código administrativo de la ciudad debido a que el Nissan NV200 no es un híbrido. En mayo del 2014, un juez de la Corte Suprema del Estado de Nueva York bloqueó el plan de la administración Bloomberg de introducir el "Taxi del Mañana", sentenciando que en efecto violaba una prohibición de la ciudad que requería que los taxis opten por una opción híbrida. Las autoridades de la ciudad no apelaron la sentencia. En junio del 2013, la Comisión de Taxis y Limosinas aprobaron un set ajustado de normas en un esfuerzo para introducir el Taxi del Mañana en octubre del 2013. De acuerdo con las reglas ajustadas, sólo híbridos con un interior de un mínimo de 3.7 metros cúbicos serían permitidos. Los operadores de taxi se quejaron que los únicos híbridos que cumplen con esa exigencia son prohibitivamente caros. Un  vocero de la comisión señaldó quel el Toyota Prius V estaba disponible por US$26,650, unos US$3,000 menos que el NV200. Los otros dos híbridos que cumplían con el requerimiento eran el Lexus RX450h (US$46,310) y el Toyota Highlander Hybrid (US$41,410).

### TaxisStreet hail livery(boro taxis)

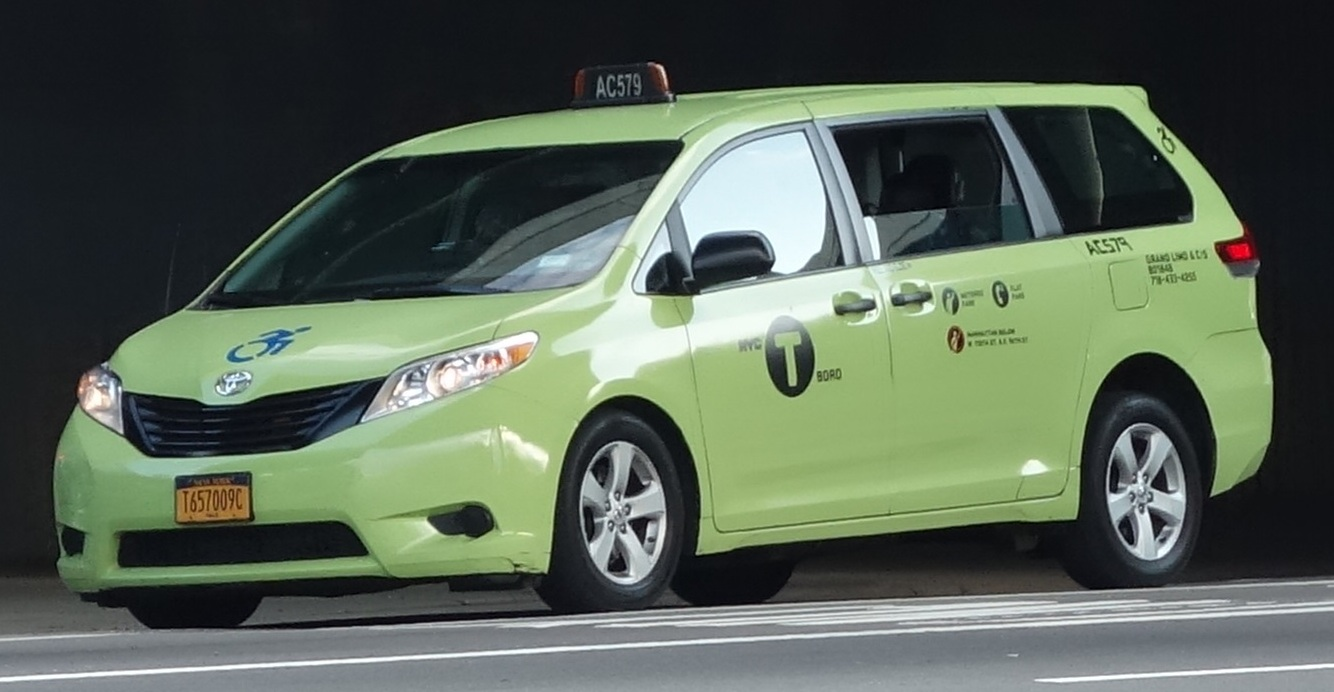
Un "boro taxi" verde

Históricamente, sólo los taxis amarillos de medalla tenían permitido recoger pasajeros en respuesta a una llamada en la calle. La TLC también regula y licencia a los remis, que tienen prohibido recoger pasajeros que les llamen en la calle (aunque esta regla no suele hacerse cumplir en los boroughs que no son Manhattan) y se suponen que deben recoger sólo a los pasajeros que llamaron a la central y pidieron un vehículo. Según la legislación estatal aprobada en el 2011, el TLC votó en abril del 2012 para permitir a los remises a que puedan recoger pasajeros en el norte de Manhattan y los otros boroughs, una regla que entró en vigor el verano del 2012. La implementación fue detenida por litigios, pero el 6 de junio del 2013, la Corte de Apelaciones del Estado de Nueva York, la corte más importante del estado, declaró que la regulación de los taxis era un interés primordial del estado y que la Legislatura de Nueva York había actuado dentro de sus competencias cuando autorizó una nueva clase de taxis. La Comisión de Taxis y Limosinas planeó autorizar hasta 6,000 taxis por año durante tres años, creando un total de 18,000 taxis verdes que aparecieron por primera vez en agosto del 2013.
Los conductores participantes deben tener su carro pintado y el logo y la información del taxi impresos, así como la base a la que está afiliado en las partes traseras, y cámaras, taxímetros y GPS. El GPS no debe permitir que el taxímetro corra si el taxi empieza a circular en Manhattan más al sur de la calle 96 Este o la calle 110 Oeste, y en los aeropuertos.

## Color
La Comisión de Taxis y Limosinas de la Ciudad de Nueva York ha establecido estrictos requerimientos para el color de los taxis de medalla desde fines de los años 1960. De acuerdo con las "Normas de la Ciudad de Nueva York", el exterior del vehículo debe estar pintado de amarillo taxi (Dupont M6284 o su equivalente), excepto para sus adornos. Ejemplos del color de la pintura y el tono deben ser enviados a la comisión para su aprobación. El código de pintura especificado M6284 es actualmente un código de la Ford para el amarillo de buses escolares.

## Modelos de taxi aprobados

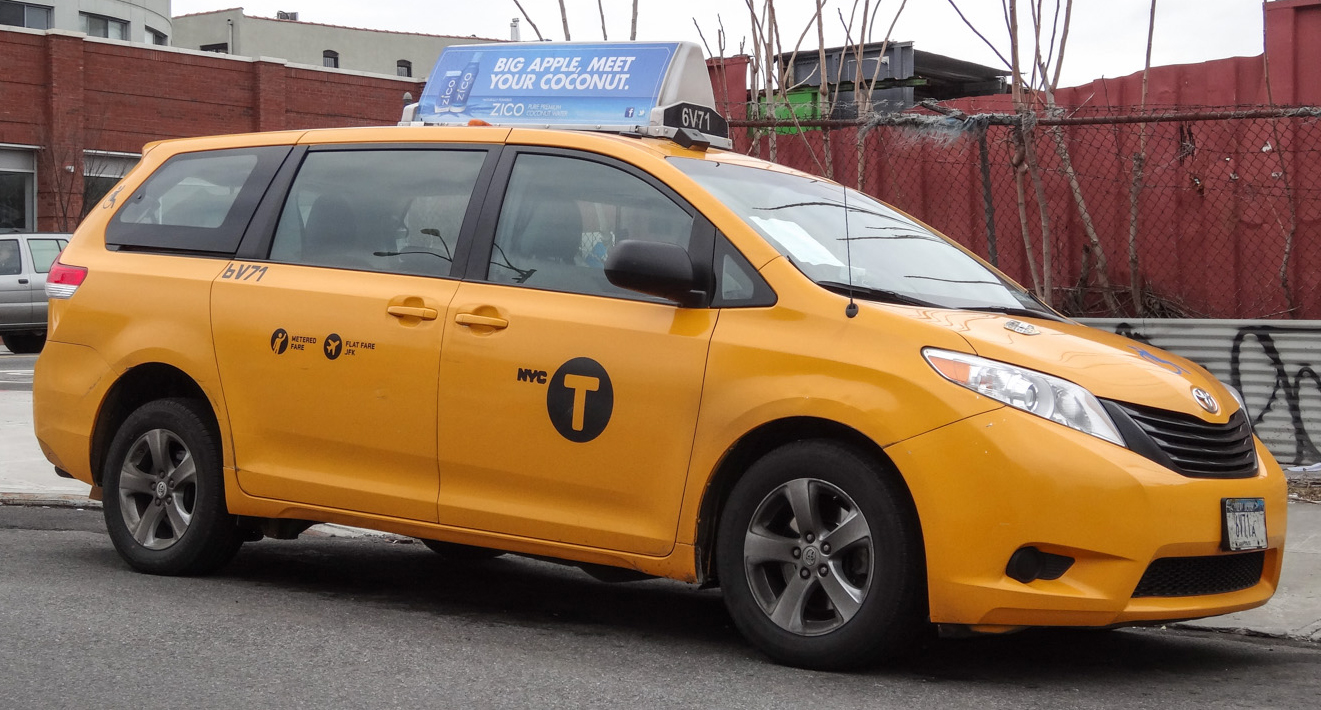
Toyota Sienna

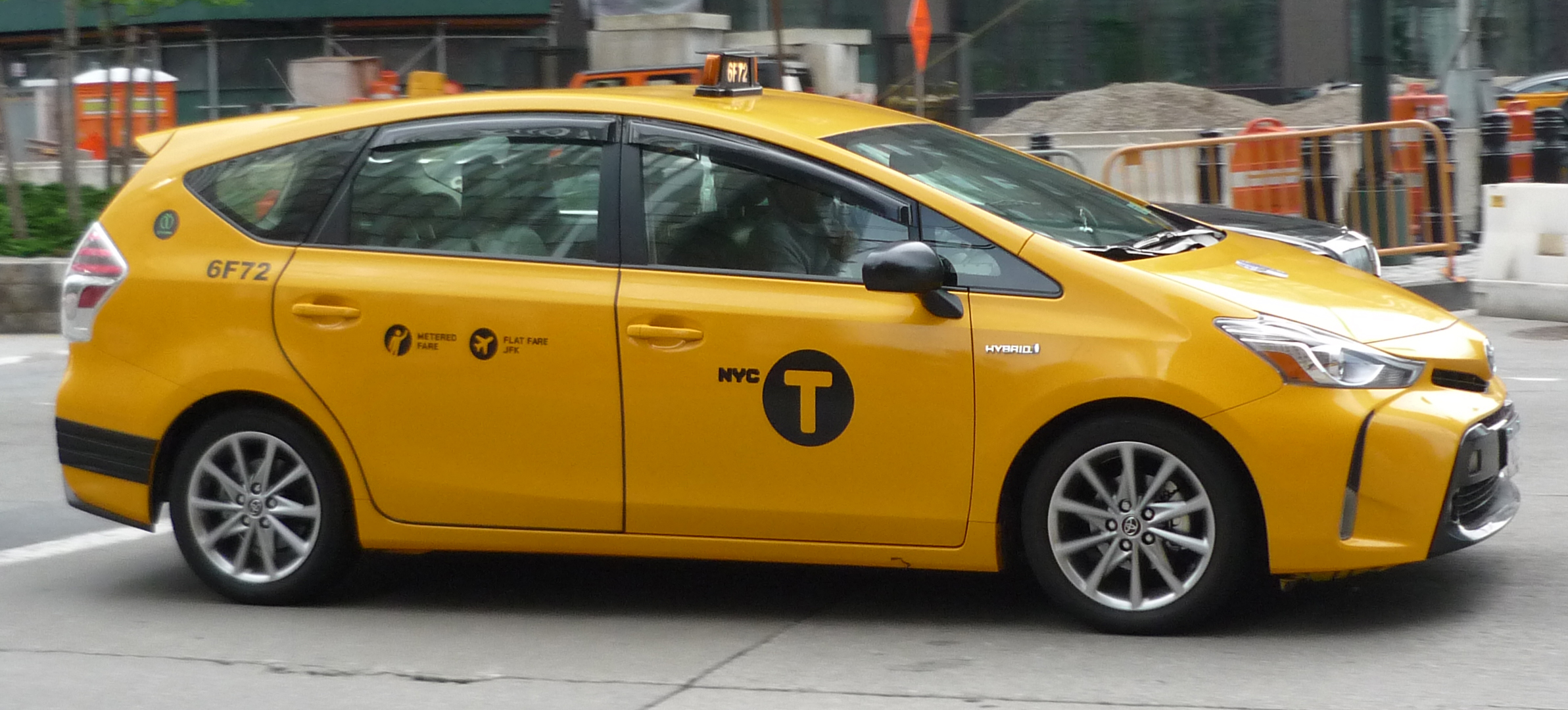
Toyota Prius V

Hacia el 2019, había varios modelos aprobados para su uso como taxis en la ciudad de NuevaYork A 2019, there are several approved models for use as New York City medallion taxis.

There is no restriction on the makes and models for boro taxis.
| Modelo | Año del modelo | Año del modelo | Año del modelo | Año del modelo |
| Modelo | 2012–2017      | 2018           | 2019           | 2020           |
| --- | -------------- | -------------- | -------------- | -------------- |
| Chevrolet Impala                                                                                           | X              | X              |                |                |
| Chevrolet Malibu & Chevrolet Malibu Hybrid                                                                 | X              | X              |                |                |
| Chrysler Pacifica (FR Conversions) & Chrysler Pacifica Hybrid (Revability)                                 | X              | X              | X              | X              |
| Dodge Grand Caravan Accessible (BraunAbility & TransitWorks/Driverge)                                      | X              | X              | X              |                |
| Ford Escape                                                                                                | X              | X              |                |                |
| Ford Fusion & Ford Fusion Hybrid                                                                           | X              | X              |                |                |
| Ford Taurus                                                                                                | X              | X              |                |                |
| Ford Transit Connect Taxi Accessible (TransitWorks/Driverge)                                               | X              | X              | X              |                |
| Hyundai Sonata & Hyundai Sonata Hybrid                                                                     | X              | X              |                |                |
| Lexus RX 450H - Hybrid                                                                                     | X              | X              |                |                |
| Lincoln MKZ & Lincoln MKZ Hybrid                                                                           | X              | X              |                |                |
| Mercedes-Benz Metris Accessible (TransitWorks/Driverge)                                                    |                | X              | X              |                |
| Nissan Altima                                                                                              | X              | X              |                |                |
| Nissan NV200                                                                                               | X              | X              |                |                |
| Nissan NV200 Accessible (BraunAbility)                                                                     | X              | X              | X              |                |
| Tesla Model 3                                                                                              |                |                | X              |                |
| Toyota Avalon & Toyota Avalon Hybrid                                                                       | X              | X              | X              | X              |
| Toyota Camry & Toyota Camry Hybrid                                                                         | X              | X              | X              | X              |
| Toyota Highlander & Toyota Highlander Hybrid                                                               | X              | X              | X              |                |
| Toyota Prius                                                                                               | X              | X              |                |                |
| Toyota Prius V                                                                                             | X              | X              |                |                |
| Toyota RAV4 & Toyota RAV4 Hybrid                                                                           | X              | X              | X              | X              |
| Toyota Sienna Accessible (BraunAbility, FR Covnersions, Freedom Motors, Revability, TransitWorks/Driverge) | X              | X              | X              | X              |

Los vehículos aprobados deben tener aire acondicionado para los asientos posteriores, también suficiente espacio para instalar la partición luego de los asientos delanteros.
Mientras que los taxis de medalla en la ciudad siempre son amarillos y los boro taxis son verdes, los carros de servicio pueden ser de cualquier color menos amarillo. Usualmente son negros. A pesar de la prohibición de jure de recoger pasajeros que hacen la parada en la calle, algunos remises lo hacen de todas maneras para aumentar sus ingresos. Cuando un remis recoge pasajeros en la calle se hace conocido como un "taxi gitano". Son usualmente encontrados en áreas que no son rutinariamente visitadas por taxis de medalla y las autoridades tienen a ignorar esa práctica para no dejar sectores de la ciudad sin servicio de taxi.

### Pruebas de choque
Hacia el 2012, los taxis de Nueva York sólo son probados contra choques luego de haber sido equipados como taxis. Sin embargo, el nuevo "taxi del mañana", el Nissan NV200, podría ser probado mientras se instala en el vehículo la separación entre los asientos delanteros y traseros que debe llevar.

## Medallas

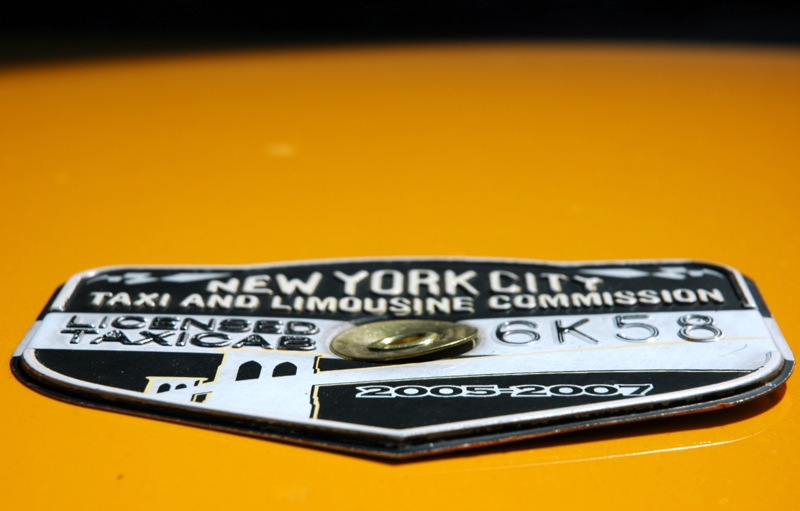
Medalla adherida en un taxi

Los taxis de medalla son nombrados así por la medalla Medallion taxicabs are named after the medalla expedida por la TLC y adherida al capó del taxi. Hacia marzo del 2014, habían 51,398 individuos licenciados para manejar taxis de medalla. Habían 13,605 taxis de medalla en existencia. Los vehículos de taxi, cada uno con su propia medalla, manejan un promedio de 290 kilómetros por turno. El número promedio de pasajeros al año son de 241 millones. Para julio del 2016, ese número se redujo ligeramente a 13,587 medallas, 18 menos que el total del 2014. Sin embargo, el número de choferes en abril del 2016 había caído hasta 30,488, causado por un éxodo de choferes que empezaron a manejar carros por aplicación como Uber o Lyft.

### Sistema de numeración
Hay actualmente 13,347 medallas, que van desde la 1A10 a la 9Y99, e incluyen licencias 136 SBV ("vehículo standby") licenses, y TLC1 y TLC3. LAs series de letras van del 10 al 99, luego avanza a la siguiente letra, excepto las I, O, Q, R, S, X, Z. Luego de la Y, El primer dígito avanza. La mayoría de los taxis continúan llevando placas con una variación del número de la medalla, pero las nuevas medallas expedidas desde marzo del 2018 en el formado Y123456C con vehículos standby con el formato S123456V. Los números asignados a los boro taxis no son números de medallas pero son números de la licencia Street Hail Livery que consisten en dos letras seguidas por tres números. Las dos letras progresan en orden alfabético de derecha a izquierda: las series "AA" se expidieron primero, luego la "AB", "AC", así hasta la "AZ", en ese punto las letras progresan al "BA", "BB", "BC", etc. Las placas retienen los antiguos números que tenían como remis.
El Departamento de Policía de Nueva York opera una flota de cinco taxis encubiertos. Estos vehículos operan con medallas que empiezan con 2W o 6Y.

### Logística
Las medallas fueron expedidas por primera vez en 1937 cuando la ciudad creó el esquema de licencias, estableciendo el número de taxis en 11,787. Este número se mantuvo fijo hasta 1996. Debido a que el sistema de medallas restringe artificialmente el número de taxis, ha sido criticado como una barrera de entrada al mercado de taxis de la ciudad que, a cambio, creó un mercado negro para operaciones ilegales de taxi en áreas que no están atendidas por taxis de medalla. Debido al costo de alquilar una medalla es demasiado alto, el sistema reduce el ingreso de los taxistas y aumentan el costo para los pasajeros. Por otro lado, algunos analistas de transporte señalan que las ciudades que no establecen barreras de entrada al mercado de taxis terminan con una sobreoferta de vehículos pobremente mantenidos. Ellos señalan que un sistema de medalla ayuda a la ciudad a regular de mejor manera los taxis y permite aumentar los estándares de todos los taxis.
Las medallas se venden por la ciudad en subastas que no son frecuentes o por un propietario de la medalla. Su precio aumentó de $2,500 en 1947 hasta $280,000 en 2004. Las medallas, que podían ser vendidas por un valor de $10 en los años 1930, ahora valen cientos de miles de dólares, con flotas de medallas llegando al millón en el 2011. In 2013–2014, values were around $1 million hasta $1.3 millones. En comparación, en el 2004, un taxista tenía un ingreso anual bruto de $90,747 y un ingreso neto de $49,532. Debido a los precios históricamente altos, muchas medallas (y mucho staxis) son propiedad de compañías de inversión y son alquilados a los taxistas ("hacks"). Una investigación del The New York Times mostró que las compañías de inversión y bancos especializados en préstamos para medallas aplicaban un alquiler predatorio a los conductores, principalmente inmigrantes, que serían incapaces de pagar los préstamos con alto interés.
En 2006 se llevó a cabo una subasta en la que se vendieron 308 nuevas medallas: 254 fueron establecidas para taxis híbridos y 54 con accesibilidad para silla de ruedas. Entre noviembre del 2013 y febrero del 2014, la ciudad subastó 368 medallas, todas para su uso en vehículos accesibles a sillas de ruedas.
Durante los años, muchas medallas que alguna vez fueron propiedad de individuos fueron vendidas a grandes flotas de taxis. Hacia el 2012, casi el 18% de todos los taxis eran manejados por su dueño mientras que el resto eran alquilados; esto marca una disminución del 29% de propietarios en el 2006.: 32  Además, algunos taxistas podrían empezar sus turnos debiendo dinero a las compañías que los contratan y como resultado tienen que dedicar una gran parte de su jornada laboral a tratar de conseguir unos ingresos netos con los que pagar esa deuda.

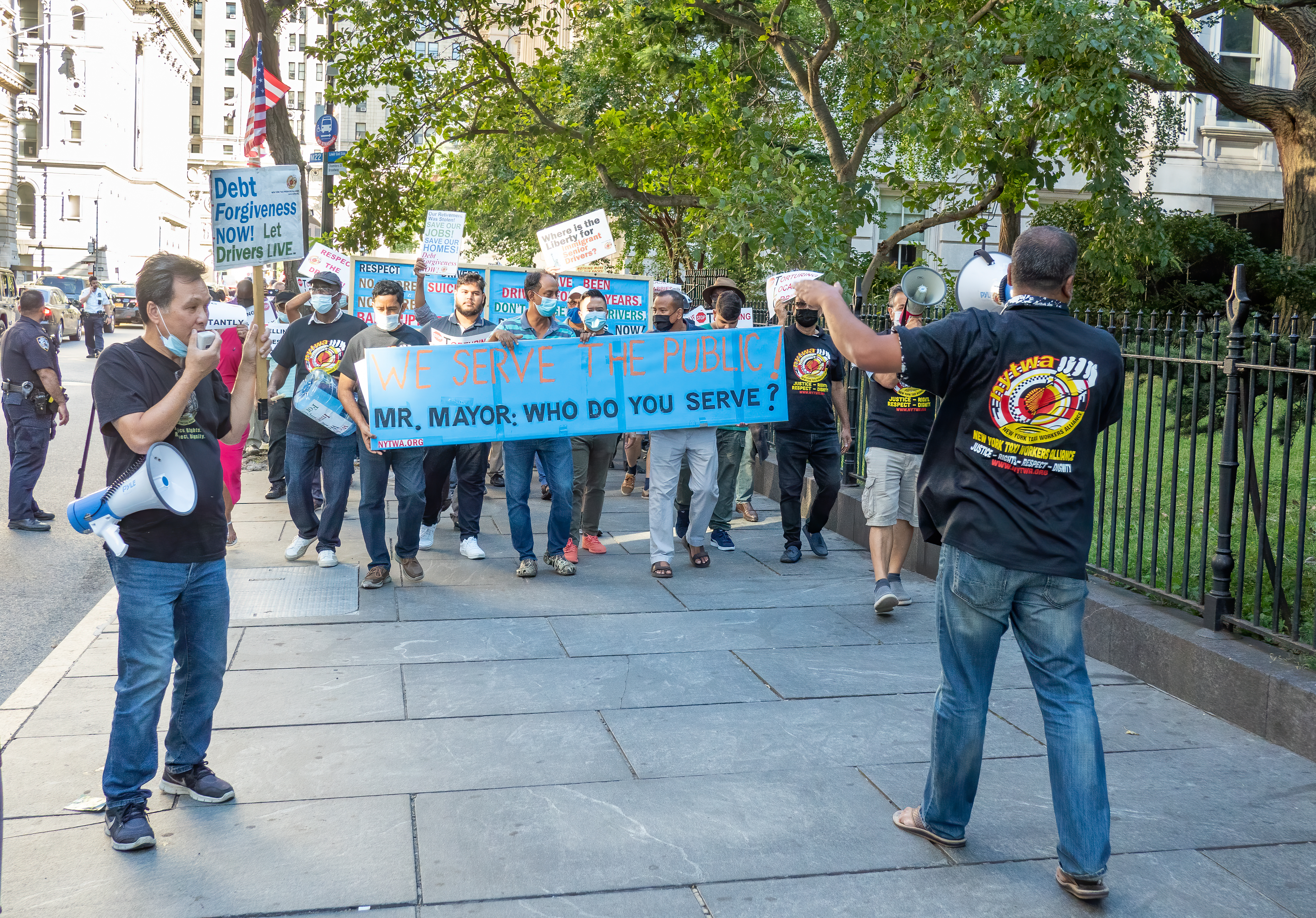
Una protesta de la New York Taxi Workers Alliance en el City Hall en septiembre del 2021.

Desde el 2014, los precios de las medallas cayeron considerablemente debido, al parecer, a la competencia por servicios de viajes compartidos. Para octubre del 2016, los precios se redujeron alrededor de $500,000 siendo que el costo de una medalla era de $250,000. Debido a la caída del precio, muchos taxistas empezaron a trabajar para servicios de viajes compartidos. Hubo también una caída en el uso de taxis: en noviembre del 2016, hubo 336,737 viajes diarios que arrojaron una ganancia neta de $4.98 millones, una caída de los 463,701 viajes diarios que arrojaron una ganancia neta de $5.17 millones en noviembre del 2010. Sin embargo, a mediados del 2016, luego de una caída de cinco años, el uso de taxis empezó a crecer nuevamente. Debido a la competencia, los propietarios de medallas demandaron a la ciudad y a Uber en noviembre del 2015. Para el 2017, los 60,000 vehículos de viaje compartido en Nueva York superaron a los vehículos con medalla en una proporción de 4 a 1, y varios propietarios de medallas se enfrentaron a la posibilidad de la bancarrota debido a los precios de las medallas, que pocas entidades estaban dispuestas a comprar. Los poseedores de medallas tuvieron problemas para pagar los préstamos que adquirieron para comprar las medallas. Esto, a su vez, llevó a muchos suicidios de taxistas cuyos ingresos habían disminuido por la competencia. En agosto del 2018, la ciudad votó por dejar de emitir nuevas licencias para vehículos de viaje compartido por un año, así como imponer un sueldo mínimo para conductores de vehículos de renta. El voto tenía la intención de regular la industria de viajes compartidos y prevenir que los precios de las medallas de taxi siguieran cayendo, pero Uber y Lyft criticaron esa restricción, señalando que tendría un impacto negativo en las personas que necesitan transportarse en los boroughs que no son Manhattan.